# Дніпропрес
Дніпропрес (ТОВ «НПО ДНІПРОПРЕС») — українська компанія. Випускає преси для промисловості та інше обладнання для машинобудування.
Компанія належить Дмитру та В'ячеславу Мішаловим.

## Історія
- 1955, січень — розпочато будівництво Дніпропреса, випущений перший чавун.
- 1956 — випущений 100-ий механічний ексцентриковий одностійковий прес.[1]
- 1987 — випущені перші преси для пакетування бавовни.
- 1987 — із підприємства знято гриф "секретно" (в СРСР завод виготовляв оборонні замовлення, тому був секретним підприємством), на завод приїхала перша іноземна делегація німецької компанії «Хазен Клевер».[1]
- 1989 — перші поставки обладнання на експорт.[1]
- 1994-1996 — Дніпропрес реорганізовано у ВАТ Дніпропрес. Поставки товарів йшли переважно за бартер, який досягав у 1996-1998 роках 80% обороту.[3]
- 2000 — завдяки експерименту зі зниженням податків, підприємство вперше заплатило всі податки і розрахувалося за боргами по зарплаті.[3]
- 2005 — ВАТ Дніпропрес реорганізовано у ПрАТ.[4]
- 2012 — підприємство входило до "Смарт-Холдингу" Новинського і було на межі банкруцтва.[5]
- 2014 — масштабна реконструкція дочірнього підприємства "Завод Дніпропрес-Сталь".[6] Оновлення підприємства проходить за підтримки іншого відомого дніпропетровського бізнесмена Вадима Єрмолаєва.[7]

## Керівники
- 2022 — Рєзнік Надія Володимирівна
- 2021 — Якимов Юрій Валерійович;
- 2020 — Сидоренко Вікторія Володимирівна;[4]
- 2019-2020 — Намоглу Ферхат Мехмет Аріф;
- 2018-2019 — Вулих Анатолій Юрійович.

## Структура
Підприємство має територію 45 га. На них розміщено 18 цехів.
4 вида виробництв:
- металургійне;
- зварювальне;
- механо-складальне;
- складальне (складання і випробовування машин вагою до 2000 т).

До 2019 року до ПрАТ "НПО Дніпропрес" належало ООО "Дніпропрес-Сталь", із 2019 року воно належить Вадиму Єрмолаєву.
В 2024 році ПрАТ "НПО ДНІПРОПРЕС" на зборах акціонерів прийняли рішення про перетворення компанії в ТОВ "НПО ДНІПРОПРЕС".